# Lester Randolph Ford Sr.
Lester Randolph Ford Sr. (25 ottobre 1886 – 11 novembre 1967) è stato un matematico statunitense.
Fu direttore di American Mathematical Monthly dal 1942 al 1946 e presidente della Mathematical Association of America dal 1947 al 1948, e da lui prendono nome i cerchi di Ford.  Fu il padre del noto matematico Lester Randolph Ford Jr. e tra i suoi dottorandi vi fu Edwin Beckenbach.
Nel 1964 la MAA stabilì in suo onore i Lester R. Ford Awards, destinati ad autori meritevoli di articoli pubblicati su The American Mathematical Monthly o su Mathematics Magazine. Il premio è ora noto come Paul R. Halmos - Lester R. Ford Awards.